# 106 TCN
Năm 106 TCN là một năm trong lịch Julius. 